# رمضان آباچارائف
رمضان آباچارائف (به روسی: Рамазан Арсланович Абачараев)(متولد ۹ آوریل ۱۹۸۸) کشتی‌گیر فرنگی کار تیم ملی روسیه است. وی برنده مدال طلا قهرمانی جهان ۲۰۱۶ بوداپست در وزن ۸۰ کیلوگرم شده‌است.